# Renoise
Renoise is een computerprogramma om muziek mee te maken volgens het zogenaamde moduletracker-principe. Karakteristiek voor een tracker is de verticale sequencer en de nadruk op het gebruik van het computertoetsenbord, in tegenstelling tot de populaire horizontale sequencers. Het is in Renoise mogelijk om MIDI, samples en soft-synths tegelijkertijd en door elkaar te gebruiken. Het is relatief uitbreidbaar door middel van de programmeertaal Lua. 

## Geschiedenis
Renoise is oorspronkelijk gebaseerd op een andere tracker, NoiseTrekker, geschreven door Juan Antonio Arguelles Rius (Arguru). Nadat hij NoiseTrekker verliet, werd in december 2000 het Renoise-project gestart door Eduard Mueller (Taktik) en Zvonko Tasic (Phazze). De doelstelling van de ontwikkelaars was om de tracker op een kwalitatief hoog niveau te krijgen, zodat muzikanten in de tracker-scene over dezelfde geluidskwaliteit kunnen beschikken als dat van professionele audiopakketten. In het begin van 2002 kwamen er stabiele versies uit. Later werd het ontwikkelteam aangevuld met onder andere Paul Rogalinski (Pulsar), Martin Sandve Alnes (Martinal) en Simon Finne (Blackis), om features toe te voegen, een Mac OS X-versie te schrijven en de website uit te breiden.

## Functies
De belangrijkste functies van Renoise zijn:
- Kan fungeren als ReWire-master of ReWire-slave;
- Multikernprocessorondersteuning;
- VST 2.4, zowel VSTfx (effecten) als VSTi (virtuele instrumenten);
- MIDI, MIDI Input en MIDI Sync;
- ASIO multi-I/O;
- Ondersteuning voor de bestandsformaten .mid, .xm en .it;
- Naast master en send-kanalen, een ongelimiteerde hoeveelheid audio en MIDI-kanalen;
- Hoogwaardige wave-editor en sampler met interpolatiemogelijkheid;
- Real-time DSP-effecten, vergelijkbaar met VSTfx;
- Automatiseerbare parameters (grafisch en numeriek) voor de ingebouwde effecten, VST-effecten (VSTfx), virtuele instrumenten (VSTi) en externe MIDI-hardware.

Het bestandsformaat van Renoise is een ZIP-archief met de .xrns-extensie, met daarin een XML-representatie van de muziek en de eventueel gebruikte samples. Het open karakter van het bestandsformaat vereenvoudigt de interactie met externe programma's (het bestand kan immers geopend worden door een eenvoudig programma dat zipbestanden kan uitpakken).

### Commerciële versie
Naast een gratis versie is er ook een commerciële versie, waarmee ASIO-ondersteuning wordt toegevoegd en het tevens mogelijk is muziek te exporteren naar WAV-bestanden. Geregistreerde en prominente gebruikers krijgen bovendien enkele privileges, zoals meer inspraak in de ontwikkeling, het beschikken over bètaversies en voorrang bij technische noodgevallen.

## Versiegeschiedenis

### 2.0
Sinds 15 januari 2009 is Renoise 2.0 beschikbaar. Een hoop vernieuwingen hebben te maken met tijd. De meest in het oog springende nieuwe functies zijn:
- automatische compensatie van vertraging afkomstig van plug-inbuffers;
- tempo en resolutie zijn onafhankelijk gemaakt;
- een nieuwe kolom waarin een gebeurtenis met een resolutie van 1/256ste lijn vertraagd kan worden;
- het uitstellen of vervroegen van een compleet kanaal;
- ondersteuning van Audio Unit-plug-ins.

### 2.1
Renoise 2.1.0 kwam uit op 26 mei 2009 voor Windows, Mac OS X en Linux.

### 3.0
Versie 3.0 verscheen op 11 april 2014. Er werden wijzigingen aangebracht aan de instrumenten en er werden realtime prestatie-instellingen toegevoegd. Er werd een nieuwe DSP toegevoegd en ook patrooneffecten maakten hun intrede.

## Systeemeisen
Het programma is te gebruiken op Windows 2000+, Mac OS X 10.3.9 of hoger en Linux. Er is ondersteuning van zowel op PowerPC- als Intel-hardware gebaseerde Macintosh computers; dit kenmerk wordt aangeduid met Universal Binary. Vanaf Renoise 1.9 worden multikernprocessors ondersteund.

## Externe toepassingen
Het op XML-gebaseerde bestandsformaat maakt het mogelijk externe applicaties te ontwikkelen ter manipulatie van de inhoud van het bestand. Het XRNS-PHP-project op SourceForge bijvoorbeeld biedt scripts voor gevarieerde toepassingen met Renoisebestanden.
In augustus 2007 zag een werkend XRNS2MID-script het levenslicht, geschreven door Renoise Teamlid Bantai. Het script stelt gebruikers in staat om, eventueel als plug-in voor de externe gebruikersinterface XRNS-SF, muziek gemaakt in Renoise om te zetten naar MIDI-bestanden (.mid). Daardoor wordt het voor gebruikers mogelijk om hun werk te exporteren naar sequencers als Cubase en Reason.

## Bekende gebruikers
- Pete Philly & Perquisite
- Venetian Snares
- Skinny Puppy
- Vaccine
- Chosen Few
- Bastiaan de Waard
- Brothomstates
- Combichrist
- Ophidian
- Easily Embarrassed
- Velvet Acid Christ
- noisekick